# Gandhinagar, Sindhnur
Gandhinagar là một làng thuộc tehsil Sindhnur, huyện Raichur, bang Karnataka, Ấn Độ.